# Nghiêm Ngật Khoan
Nghiêm Khoan
(Tên tiếng Trung: 严宽, sinh ngày 24 tháng 1 năm 1979) là nam Diễn viên, Ca sĩ Trung Quốc. Ngày 9 tháng 8 năm 2013, anh tuyên bố đã đăng ký kết hôn với nữ Diễn viên Đỗ Nhược Khê.

## Danh sách phim

### Truyền hình
| Năm        | Tên phim                                                                     | Vai diễn                      | Ghi chú   |
| ---------- | ---------------------------------------------------------------------------- | ----------------------------- | --------- |
| 1999       | Vì Ngày Mai                                                                  | Lý Đại Lâm                    |           |
| 1999       | Bí Mật Lá Thư Tình                                                           | Kim Bằng Trình                |           |
| 2000       | Bích Huyết Tình Thù                                                          | Khuông Hiển Năng              |           |
| 2000       | Tâm Võng                                                                     | Tất Thành Công                |           |
| 2000       | Án Mạng Bí Ẩn                                                                | Diệp Ngọc Thụ                 |           |
| 2001       | Phong Vân Nhi Nữ (tên khác: Loạn Thế Diễm Dương Thiên)                       | Cừu Chính                     |           |
| 2001       | Thiếu niên Trương Tam Phong                                                  | Dịch Kế Phong                 |           |
| 2002       | Một Người Không Giống Hai Người                                              | Vương Đông                    |           |
| 2002       | Khát Vọng Đổi Đời                                                            | Tôn Bản Lập                   |           |
| 2002       | Thu Triều Hướng Vãn Thiên                                                    | Trang Tự Lập                  |           |
| 2002       | Lục Như Nữ                                                                   | Tần Trì                       |           |
| 2003       | Chuyện Tình Thượng Hải                                                       | Lâm Huy                       |           |
| 2003       | Đại Minh Vương Triều Kinh Biến Lục                                           | Minh Anh Tông                 |           |
| 2003       | Võ Đang                                                                      | Chu Nguyên Chương             |           |
| 2004       | Thanh Thiên Nha Môn - Thất Sắc Hồ Điệp                                       | vai Ngọc Hoàn Xuân            |           |
| 2005       | Tần Vương Lý Thế Dân                                                         | Lý Kiến Thành                 |           |
| 2005       | Phong Trung Chiến Sĩ (tên khác: Thiên Quốc Chiến Sĩ)                         |                               |           |
| 2005       | Khởi Bảo Thiên Đường                                                         | Ôn Thừa                       |           |
| 2005       | Biên Thành Tiểu Tử                                                           | Liễu Ngọc Thụ                 |           |
| 2005       | Mối Tình Sinh Tử                                                             | Đào Tiến                      |           |
| 2006       | Phi Thiên Vũ                                                                 | Lưu Chương Ngọc               | Khách mời |
| 2006       | Kim Sắc Niên Hoa/Kim Phấn Thế Gia 2                                          | Phương Quốc Duy               |           |
| 2006       | Xuân Thiên Hậu Mẫu Tâm                                                       | Hổ Tử                         | Khách mời |
| 2007       | Lục Tiểu Phụng Truyền Kỳ 2 - Quyết Chiến Tiền Hậu                            | Diệp Cô Thành                 |           |
| 2007       | Bảo Hiểm Tình Yêu                                                            | Huỳnh Kiến Viễn               |           |
| 2007       | Đại Nhân vật                                                                 | Tần Ca                        |           |
| 2007       | Thuần Bạch Chi Luyến                                                         | Vương Minh Vỹ                 |           |
| 2007       | Liêu Trai 2 - Yên chi                                                        | Ngạc Tử Xuyên                 |           |
| 2008       | Công Chúa Cuối Cùng                                                          | Phương Thiên Vũ               |           |
| 2008       | Đại Đường Tướng Quân (tên khác: Đại Đường Nho Tướng Khai Chương Thánh Vương) | Trần Nguyên Quang             |           |
| 2008       | Đại Án Tổ                                                                    | Sa Thành                      |           |
| 2009       | Âm Đan Sĩ Lâm                                                                | Ly Chiếu Tồn                  |           |
| 2009       | Lãnh Thương (tên khác: Họng Súng Lạnh)                                       | Hướng Kiếm Phong              |           |
| 2010       | Sinh Tử Mê Cục                                                               | Ngô Phi                       |           |
| 2010       | Mỹ nhân tâm kế                                                               | Lưu Thiếu Khang               |           |
| 2010       | Hoạt Phật Tế Công 2                                                          | Thánh Đức                     |           |
| 2010       | Thiên Sư Chung Quỳ - Chung Quỳ Gả Muội                                       | Đỗ Bình                       |           |
| 2011       | Khuynh Thế Hoàng Phi                                                         | Mạnh Kỳ Hữu                   |           |
| 2011       | Thủy hử                                                                      | Lãng Tử Yến Thanh             |           |
| 2011       | Cung Tỏa Tâm Ngọc                                                            | Lâm Phi Phàm                  | Khách mời |
| 2011       | Hạnh Phúc Gần Kề                                                             | Dương Thanh                   | Khách mời |
| 2012       | Hình Danh Sư Gia                                                             | Gia Tĩnh Hoàng Đế             | Khách mời |
| 2012       | Huyết Thệ                                                                    |                               |           |
| 2012       | Love Love                                                                    | Giang Hạo Thiên               |           |
| 2012       | Lan Điệp Chi Mê                                                              | Trác Lập Hiên                 | Khách mời |
| 2013       | Tùy Đường Diễn Nghĩa                                                         | Tần Thúc Bảo (Tần Quỳnh)      |           |
| 2013       | Hành Quyết Mùa Xuân                                                          | Đỗ Khô Vinh                   |           |
| 2013       | Long Môn Tiêu Cục                                                            | Thượng Quan Tịnh Vũ           | Khách mời |
| 2013       | Ma Tổ                                                                        | Ngô Tông Luân                 |           |
| 2013       | Khuê Trung Mật Hữu - Girlfriend's Lover                                      | Lý Thu Dương                  |           |
| 2013       | Bố Vợ Thời Hiện đại                                                          |                               |           |
| 2014       | Tiêu Thập Nhất Lang                                                          | Tiêu Thập Nhất Lang           |           |
| 2014       | Ngũ Thử Náo Đông Kinh                                                        | Triển Chiêu/Thẩm Trọng Nguyên |           |
| 2014       | Hải Đạo Truyền Kỳ (Con Đường Tơ Lụa)                                         | Lý Long Cơ                    |           |
| 2014       | Chiến Thần                                                                   | Tần Tấn Văn                   | Khách mời |
| 2014       | Chuyên Gia Hẹn hò                                                            | Cốc Dịch                      | Khách mời |
| 2014       | Thần điêu đại hiệp                                                           | Vương Trùng Dương             | Khách mời |
| 2015       | Tỷ Muội                                                                      | Đàm Liệt - Tra Trát Xai       |           |
| 2015       | Chiến Thần: Máu nhuộm thanh xuân                                             | Trang Tử An                   |           |
| 2015       | Võ thần Triệu Tử Long                                                        | Lưu Bị                        |           |
| 2015       | Phi đao hựu kiến phi đao                                                     | Lý Tầm Hoan                   | Khách mời |
|            | Phong hỏa trường thành                                                       |                               |           |
| 2018       | Lầu nhỏ có gió Đông                                                          | Cao Thần                      |           |
| 2018       | Tô Mạt Nhi Truyền Kỳ                                                         | Đa Nhĩ Cổn                    |           |
| Chưa chiếu | Vạn Thủy Thiên Sơn Vẫn Là Tình                                               | Đình Thâm                     | Vai chính |

### Điện ảnh
| Năm  | Tên phim                                     | Diễn viên           | Bạn diễn  |
| ---- | -------------------------------------------- | ------------------- | --------- |
| 2004 | Cổ Tích Bắc Kinh                             | Lưu Tiểu Phong      |           |
| 2006 | Nhất Thạch Song Điêu                         | Liễu Ngọc Thụ       |           |
| 2007 | Thuấn Giản Đích Mỹ Lệ                        | Đỗ Bằng             |           |
| 2010 | Tam Tiếu Chi Tài Tử Giai Nhân                | Tam Tài Tử Chi Nhất | Khách mời |
| 2014 | Tân Bạch Phát Ma Nữ - Minh Nguyệt Thiên Quốc | Hoàng Thái Cực      | Khách mời |
| 2015 | Ám Kiếm                                      |                     |           |
| 2015 | Tước Tích                                    | Quỷ Sơn Phùng Hồn   |           |
| 2015 | Giải cứu đội Phi Hổ                          |                     |           |
| 2016 | Tam sinh tam thế: Thập lý đào hoa            | Kình Thương         |           |
| 2021 | Anh hùng xạ điêu - Cửu âm bạch cốt trảo      | Hoàng Dược Sư       |           |

## Âm nhạc

### Album
Năm 2008
Track List:
- Hạ Nhất Trạm Thiên Vương
- Kỳ Thực Ái Tình (MV)
- Hý (Main MV)
- Ái Tuyết
- Đoạn Chương (Cách Cách Cuối Cùng)
- Y Lại (Cách Cách Cuối Cùng)
- Viên Nguyệt
- Tìm Không Được
- Học Hữu
- Puppy
- Full Stop

### Nhạc phim
- "Án Mạng Bí Ẩn" sub song - Chờ Đợi Yêu Thương
- "Một Người Không Giống Hai Người" sub song - Đừng Sợ Không Có Anh
- "Truy Mộng" sub song - Nói Đi Là Đi
- "Thu Triều Hướng Vãn Thiên" theme song - Lá Rơi
- "Kim Sắc Niên Hoa" ending song - Only Love
- "Cách Cách Cuối Cùng" opening song - Đoạn chương
- "Cách Cách Cuối Cùng" ending song - Y Lại
- "Ngược Luyến" theme song - Love Love
- "Ngược Luyến" theme song - You Are The One I Love
- "Ngược Luyến" thêm song - Say Love You Again